# М57А
М57А (у англомовних виданнях відомий під назвою New Nambu Model 57A) — японський пістолет.
Пістолет був розроблений відповідно до рішення міністерства зовнішньої торгівлі та промисловості Японії з метою заміни пістолетів Colt 1911A1, отриманих за програмою військової допомоги зі США у період після закінчення Другої світової війни та прийнятих на озброєння як штатна особиста зброя японських сил самооборони.
Загальна кількість випущених пістолетів цього типу була невеликою.

## Опис
Пістолет був розроблений на основі конструкції пістолету M1911A1 та конструктивно являє собою незначно зменшену у розмірах копію M1911A1.
На відміну від «кольту», M57A мав лише прапорцевий запобіжник, розташований на лівій стороні рамки.
Крім того, японський пістолет мав інші щічки на рукоятці.
З лівого боку у нижній частині рукоятки була антабка для кріплення страхувального ремінця.
Місткість коробчастого магазина з однорядним розташуванням патронів становить 8 патронів.

## Варіанти та модифікації

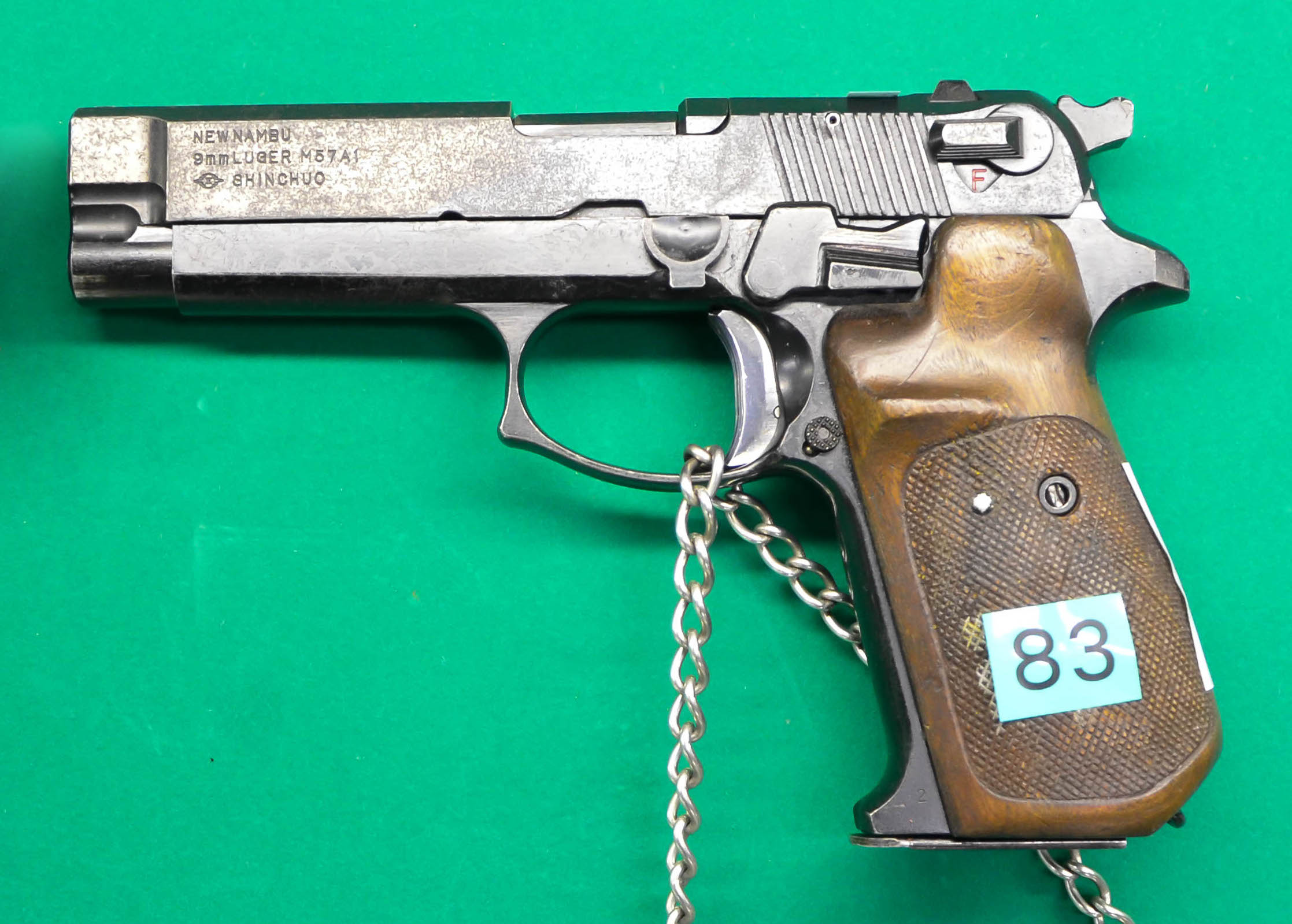
один з прототипів М57А1

- M57A1 — прототип, розроблений у 1979—1980 рр. для участі у конкурсі на новий пістолет для японських збройних сил

## Країни-експлуатанти
Японія — у 1957 році пістолет M57A був офіційно принятий на озброєння сил самооборони Японії, проте випускався у невеликих кількостях і навіть до початку 1980-х років їх кількість у збройних силах Японії була незначною. Після того, як у 1981 році на озброєння був прийнятий швейцарський пістолет SIG Sauer P220, пістолети M57A були зняті з озброєння.